# ۶ شهریور
۶ شهریور صد و شصت و یکمین روز سال در گاه‌شماری خورشیدی است. به پایان سال ۲۰۴ روز (۲۰۵ روز در سال کبیسه) باقی‌است.

## زادروزها
- ۱۳۱۴ - مسعود ولدبیگی، بازیگر
- ۱۳۲۳ - جواد یساری، خواننده
- ۱۳۳۵ - حسین پناهی، بازیگر
- ۱۳۴۵ - عادل آذر، سیاستمدار
- ۱۳۵۹ - مهدی کریمیان، بازیکن فوتبال
- ۱۳۶۸ - فرهاد قائمی، بازیکن والیبال

## درگذشتگان
- ۱۳۱۱ - حسن مستوفی‌الممالک، هفتمین رئیس مجلس شورای ملی
- ۱۳۷۷ - حسن طوفانیان، رئیس سازمان صنایع دفاع در زمان دودمان پهلوی
- ۱۳۹۶ - ابراهیم یزدی، پنجاه و هشتمین وزیر امور خارجه ایران
- ۱۳۹۸ - حمیدرضا درخشنده، قاتل محمد خرسند
- ۱۴۰۲ - منوچهر بی‌بی‌یان، روزنامه‌نگار